# 다시 만난 세계 (Into The New World)
〈다시 만난 세계 (Into The New World)〉는 대한민국의 걸그룹인 소녀시대의 첫 번째 노래 및 데뷔 싱글이다. 2007년 8월 2일에 발매되었다.

## 활동 사항
2007년 7월 6일부터 SM 엔터테인먼트는 2007년 기준으로 멤버 전원이 고등학생으로 구성된 9인조 걸 그룹 소녀시대의 멤버 한 명씩을 공개하였다. 그리고 7월 16일 UCC로 단체 영상이 공개된 후, 소녀시대의 공식 프로필이 게재되었다. 소녀시대는 영어, 중국어, 일본어 등 어학 실력은 물론 향후 가수, 영화 배우, 탤런트, MC, DJ, 모델 등 여러 분야에서 활약할 능력있는 멤버들로 구성하여 한국을 넘어 아시아까지 소녀시대를 열겠다는 당찬 포부를 밝혔다.
2007년 7월 18일부터는 소녀시대의 다양한 모습을 엿볼 수 있는 다큐멘터리 영상을 순차적으로 공개하였다. 그리고 7월 18일 Mnet 《엠카운트다운》에서 그동안 연습했던 기량을 최종 점검하는 비공식 사전무대를 가졌다. 이 무대에서 소녀시대는 데뷔곡 〈다시 만난 세계〉를 처음 선보였다. 그 후 7월 27일부터 Mnet 《소녀 학교에 가다》에 출연하여 데뷔 과정을 낱낱이 공개하며 처음으로 그룹의 면면이 일반에 공개되었다.
2007년 8월 1일에 〈다시 만난 세계〉의 뮤직비디오가 공개되었고 이튿날인 8월 2일에 소녀시대 첫 번째 싱글 《다시 만난 세계》가 발매되었다. 타이틀곡 〈다시 만난 세계〉는 작곡가 켄지의 곡으로 10대의 소녀들이 가진 열정적이고 힘찬 모습을 볼 수 있는 팝 댄스곡이다. 8월 5일 SBS 《인기가요》에서 공중파 첫 데뷔 무대를 펼쳤다. 〈다시 만난 세계〉는 8월 27일 ~ 9월 2일, 1주일간 집계된 방송 횟수에서 총 247회로 1위를 하였고 네이버 가수 검색순위 1위를 하는 등 많은 관심을 받았으며 안녕춤, 꽃봉오리춤, 발차기춤 등 〈다시 만난 세계〉의 춤이 화제가 되었다. 10월 11일 방송된 Mnet 《엠카운트다운》에서는 데뷔 2달 만에 첫 1위를 차지하였다. 《다시 만난 세계》는 2007년 신인 가수 싱글 판매 1위를 하는 등 음반 판매에서도 호조를 보였지만 발매 당시에 원더걸스의 tell me, 빅뱅의 거짓말 등의 대히트곡으로 인해 인지도는 그렇게 높지 않았다. 현재는 민중가요로 이화여대 시위에서 쓰이거나 많은 걸그룹들이 오디션에서 사용하는 곡으로 자리잡았다.

## 뮤직비디오
뮤직비디오 초반부에는 "Into the New World, Or Not.. It’s Up to Your Choice.."(새로운 세계로 갈 것인가, 아니면 안주할 것인가? 당신의 선택에 달려 있다.)라는 문구가 등장한다. 소녀시대의 멤버들은 뮤직비디오에서 각자의 역할을 맡고 있는데 전체적으로는 각자의 꿈을 이루어 나간다는 내용을 담고 있다.
- 윤아: 패션 디자이너. 부티크에 전시할 옷을 디자인한다.
- 유리: 바리스타. 커피잔에 담긴 카페 라테에 여러 가지 무늬를 그려넣게 된다.
- 서현: 발레리나. 건물 옥상에서 발레의 회전 동작을 선보이면서 종이비행기를 날린다.
- 태연: 경비행기 조종사. 수영이 수리한 자신의 경비행기가 작동하면서 수영과 함께 행복함을 느끼게 된다. 수영이 수리한 경비행기를 타고 비행에 나선다.
- 수영: 경비행기 기술자. 태연이 타고 있던 경비행기의 날개가 부러지자 경비행기 수리에 나섰고 태연의 경비행기가 작동하기를 기도하게 된다. 태연의 경비행기가 작동하면서 태연과 함께 행복함을 느끼게 된다.
- 제시카, 써니: 그래피티 화가. 벽에 "New World 2007" 그래피티를 완성한다.
- 티파니: 스쿠터 기술자. 자신의 스쿠터를 분홍색으로 만든 다음에 꽃 무늬를 그려넣게 된다. 자신만의 스쿠터가 완성된 이후에 번호판을 달았는데 번호판에는 "少女時代 Tiffany"가 쓰여져 있다.
- 효연: 댄서. 백화점에서 하얀색 트레이닝 슈즈 한 켤레를 샀으며 계단에서 자신만의 춤을 완성하게 된다.

## 특징
- 멤버들이 1년 반의 긴 시간 동안 준비한 곡이고, 오랜 시간 연습한 덕분에 격한 안무와 라이브를 동시에 안정적으로 소화할 수 있는 수준에 도달했다고 한다.방송에 출연한 소녀시대 멤버들의 말에 의하면 춤을 출 때 발이 항상 공중에서 살짝 떠 있어야 했다고.
- 다른 곡들도 그렇지만 유독 소녀시대의 라이브 실력이 높게 평가받는 곡이다. 데뷔 초 소녀시대는 다른 그룹들에 비해 인지도가 그렇게 높지 않았고, 안티팬들이 라이브 영상을 악의적으로 조작하는 경우도 많아서 '라이브를 못한다'는 의혹이 있었다. 하지만 현재는 다시 만난 세계를 AR을 깔지 않고 무반주로 부른 영상이나 보컬라인들이 부른 것 등등의 영상들이 유튜브에 많이 생겨서 전체적으로 가창력이 좋다는 평가를 많이 받고 있다.
- 간주 부문에 효연과 유리의 댄스 브레이크가 있는데, 발차기 춤, 꽃봉오리 춤 등이 많은 화제가 되었다. 그리고 뮤직 비디오에서 티파니가 수리하는 스쿠터는 슈퍼주니어 신동의 스쿠터이다.[7]
- 이 노래는 원래 같은 소속사 가수였던 밀크의 정규 2집 앨범 타이틀곡이 될 예정이었다.[8]
- 2016년 이화여자대학교 사태 시기에 이화여자대학교 본관을 점거한 이화여자대학교 학생들이 농성 당시에 불렀던 ‘저항의 노래’로 관심을 모았다. 당시 직장인을 대상으로 하는 평생교육 단과대학인 미래라이프대학 설립을 반대하던 학생들이 2016년 7월 30일 학교 측의 요청에 따라 교내에 진입한 1,600명의 경찰 병력에 맞서 〈다시 만난 세계〉를 부르며 서로 용기를 북돋우는 모습이 SNS를 통해 공개되면서 공감을 일으켰다.[9]
- 이 노래는 박근혜 대통령 퇴진 운동 당시에 집회 현장에서 널리 등장했다.[10][11][12] 2019년 4월 11일에는 낙태죄에 대한 대한민국 헌법재판소의 헌법불합치 결정을 환영하는 여성 단체들의 집회에서 등장했다.[13]
- 2020년 태국 시위 현장에서는 반정부 시위대가 이 노래를 널리 사용했다. 일부 시위대는 이미 대한민국에서 일어난 시위 현장에서 사용된 노래를 알고 있었다. K-pop 팬들은 시위대가 함께 노래할 수 있도록 의미 있는 가사를 번역하고 암기하는 데에 도움을 주었다.[14]
- 2021년에는 35명의 음악 평론가와 전문가들이 패널로 참여하고 서울신문과 멜론이 선정한 K-POP 명곡 100에서 6위를 차지했다. 음악 평론가 스큅은 대중의 관심을 지속적으로 끌면서 "시대의 상징"이 되었다고 평가했다.[15]

## 수록곡
| #            | 제목                                            | 작사         | 작곡                                                             | 편곡  | 재생 시간 |
| ------------ | ----------------------------------------------- | ------------ | ---------------------------------------------------------------- | ----- | --------- |
| 1.           | 〈다시 만난 세계〉 (Into The New World)         | 김정배       | 켄지                                                             | 4:25  |           |
| 2.           | 〈Beginning〉                                   | 윤효상       | Anna-Lena, Margaretha Hogdahl, Mattias Lindblom, Anders Wollbeck | 3:04  |           |
| 3.           | 〈Perfect For You〉 (소원)                      | 권윤정       | Ingrid Skretting(Warner/Chappell Music Scandinavia AB)           | 3:12  |           |
| 4.           | 〈다시 만난 세계〉 (Into The New World) (Inst.) |              | 켄지                                                             | 4:25  |           |
| 총 재생 시간 | 총 재생 시간                                    | 총 재생 시간 | 총 재생 시간                                                     | 15:06 |           |

## 수상 경력
| 음악 프로그램 |
| --- |
| - 2007년 10월 11일 Mnet 《엠카운트다운》 1위                                                                                              |
| 시상식 |
| - 2007년 10월 6일 제14회 《대한민국 연예예술상》 여자신인가수상 - 2007년 9월 12일 싸이월드 《디지털 뮤직 어워드》 9월 Rookie Of The Month |